# علم بروناي

علم القوات المسلحة لبروناي

اعتمد علم سلطنة بروناي في 29 سبتمبر من سنة 1959 عندما كانت سلطنة بروناي تحت حماية المملكة المتحدة وأبقي على هذا العلم كعلم رسمي للبلاد حتى بعد نيلها الاستقلال التام عن المملكة المتحدة في 1 يناير من سنة 1984.

## الرمزية
- الأصفر يرمز إلى سلطان بروناي وكما أن اللون الأصفر هو لون الملكي في دول جنوب شرق آسيا.
- الأبيض والأسود فهما يرمزان من جهة إلى وزيرين من وزراء السلطان الرئيسيين.
- شعار النبالة يحمل رمز الهلال ويرمز إلى الدين الإسلامي في البلاد ومكتوب تحتها بروناي دار السلام اما اليدين فترمزان إلى التزام حكومة سلطنة بروناي بتوفير السلام والرخاء والرفاهية للسلطنة أما المظلة فهي ترمز إلى النظام السلطني في بروناي بينما يرمز الجناحين إلى حماية العدالة والهدوء والازدهار والسلام.

## التاريخ
العلم الحالي، باستثناء الشعار، مستخدم من عام 1906 عندما أصبحت بروناي محمية بريطانية، بعد توقيع اتفاقية بين بروناي وبريطانيا العظمى. على الرغم من أن بروناي كانت مستقلة اسمياً فقط بعد ذلك، احتفظ سكان بروناي برموز معينة، مثل العلم. وضع الشعار في عام 1959 بعد صدور دستور 29 سبتمبر 1959.

علم بروناي قبل سنة 1906
علم بروناي مابين عامي 1906 - 1959